# Stückschuld
Stückschuld (auch Speziesschuld) ist ein Rechtsbegriff aus dem deutschen Schuldrecht. Es handelt sich dabei um ein Schuldverhältnis, in dem der Schuldner dem Gläubiger eine konkret bestimmte Sache liefern muss.
Eine Stückschuld kann auf zwei Weisen entstehen. Eine Möglichkeit ist, dass sich die Vertragsparteien auf eine individuelle Sache einigen. Beispielhaft sind ein einmaliges Kunstwerk und ein Gebrauchtwagen, dessen individueller Zustand für die Parteien wesentlich ist. Die zweite Möglichkeit ist die Konkretisierung. Dabei wird aus einer nur nach Gattungsmerkmal bestimmten Sache, einer Gattungsschuld, ein Stück herausgesucht (eine sog. konkretisierte Gattungsschuld nach § 243 Abs. 2 BGB).
Eine Stückschuld kann nur mit der konkreten Sache erfüllt werden. Dies wirkt sich im Falle der Leistungsstörung aus. Geht der Leistungsgegenstand unter, so wird der Schuldner nach § 275 Abs. 1 BGB von seiner Leistungspflicht befreit.